# Rock of Ages (Lied)

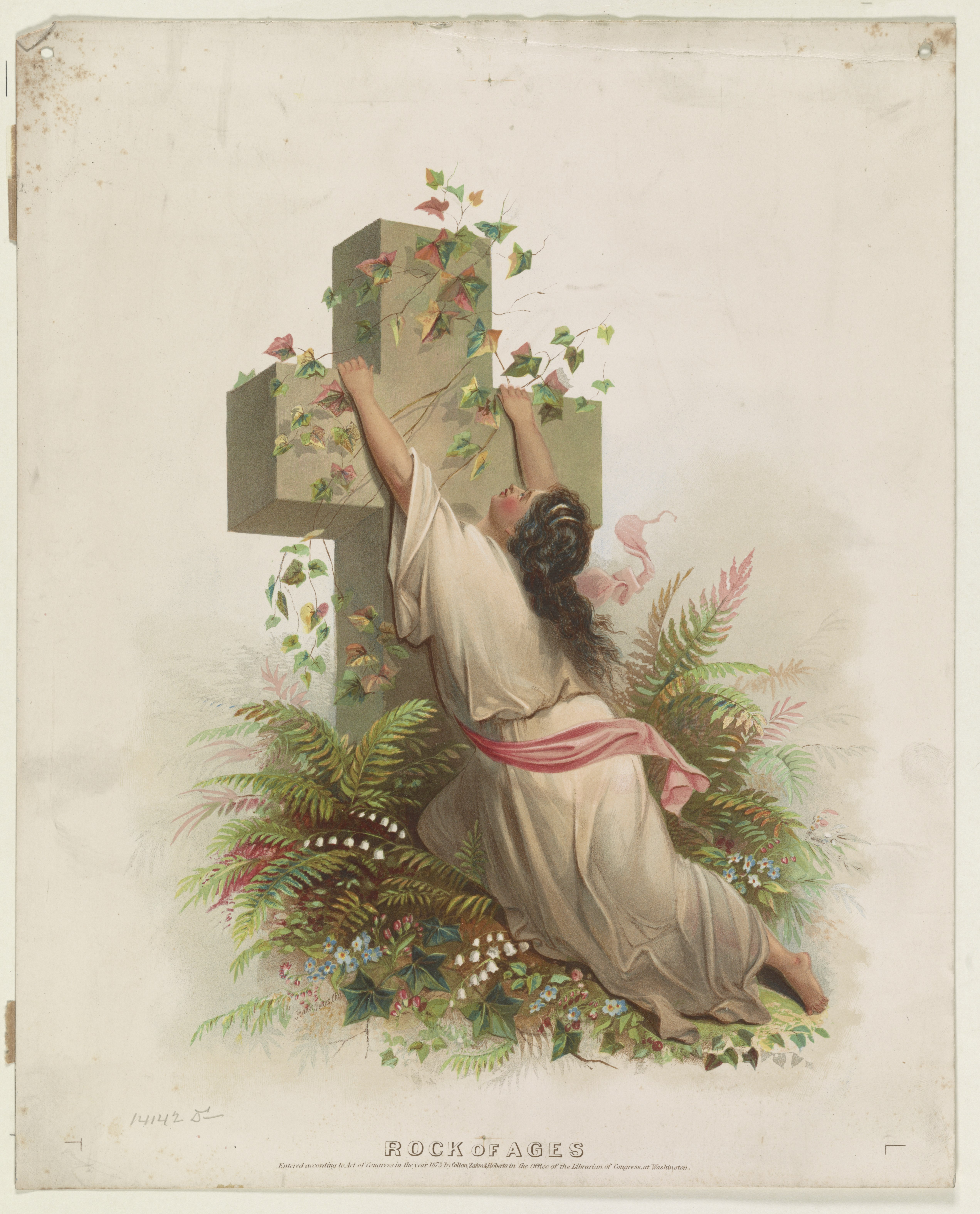
Rock of Ages, Illustration 1873: „Simply to Thy cross I cling“

Rock of Ages ist ein englisches geistliches Lied. Die deutsche Übersetzung trägt den Titel Fels des Heils.

## Text und Melodie
Der Text stammt von dem calvinistischen Prediger Augustus Montague Toplady und erschien erstmals 1775 im Gospel Magazine. Eine Veröffentlichung gemeinsam mit der von Thomas Hastings komponierten Melodie erfolgte gegen 1830.
Der Titel Rock of Ages („Fels der Ewigkeit“) bezieht sich auf Gott und knüpft insofern an Jes 26,4  an: „Darum verlasst euch auf den Herrn immerdar; denn Gott der Herr ist ein Fels ewiglich.“ (Luther-Übersetzung). Ganz in der Tradition der calvinistischen Prädestinationslehre betont der Liedtext dann auch die übermächtige Rolle Gottes in der Heilsgeschichte: Weder durch eigene Werke noch durch Glauben kann der Mensch erlöst werden, sondern nur durch Gottes – letztlich willkürlich ausgeübte – Gnade („Thou must save, and thou alone“). Dementsprechend tritt er nackt, hilflos und mit leeren Händen vor den gekreuzigten Christus und hofft, von seinen Sünden reingewaschen zu werden und Zuflucht bei Gott zu finden. Toplady setzt sich damit in Widerspruch insbesondere zur methodistischen Theologie seines Rivalen John Wesley, wonach der Mensch die Gnade Gottes zwar nicht durch Werke, immerhin aber durch seinen Glauben erringen kann.
Der deutsche Text wurde durch Ernst Heinrich Gebhardt aus dem Englischen übersetzt:

Rev. Toplady (1740–1778)

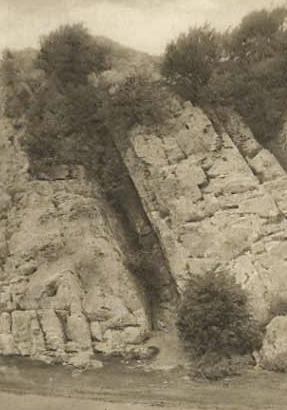
Rock of Ages (Somerset)

Fels des Heils, geöffnet mir,

birg mich, ew’ger Hort, in Dir!

Lass das Wasser und das Blut,

Deiner Seite heil’ge Flut

mir das Heil sein, das frei macht

von der Sünde Schuld und Macht!
Dem, was Dein Gesetze spricht,

kann mein Werk genügen nicht.

Mag ich ringen, wie ich will,

fließen auch der Tränen viel,

tilgt das doch nicht meine Schuld;

Herr, mir hilft nur Deine Huld!
Da ich denn nichts bringen kann,

schmieg ich an Dein Kreuz mich an.

Nackt und bloß, o kleid mich doch!

Hilflos, ach erbarm Dich noch!

Unrein, Herr, flieh ich zu Dir!

Wasche mich, sonst sterb ich hier!
Jetzt, da ich noch leb im Licht
,
wenn mein Aug im Tode bricht,

wenn durchs finstre Tal ich geh,

wenn ich vor dem Richter steh:

Fels des Heils, geöffnet mir,

birg mich, ewger Hort, in Dir!
Hörbeispiel (Orgel solo) von Rock of Agesⓘ

## Entstehungsgeschichte
Der Überlieferung nach soll Toplady zu seinem Lied durch einen Vorfall in der Cheddarschlucht (Somerset, England) inspiriert worden sein. Toplady, ein Prediger aus dem nahen Dorf Blagdon, wurde bei Durchquerung der Schlucht von einem Sturm überrascht. Nachdem er Schutz in einer Felsspalte gefunden hatte, kam ihm der Titel in den Sinn und er schrieb den Liedtext auf der Rückseite einer Spielkarte nieder. Die Spalte trägt heute noch den Namen „Rock of Ages“ und ist so auch auf einigen Landkarten verzeichnet.

## Wirkungsgeschichte
Das Stück zählte zu den Lieblingswerken des Prinzgemahls Albert, an dessen Totenbett es auch gespielt wurde. Ebenfalls aufgeführt wurde es bei den Beerdigungen des britischen Premierministers Gladstone in der Westminster Abbey 1898 und des amerikanischen Präsidenten Harrison 1901.
Insbesondere wurde Rock of Ages aber von der Gospelmusik aufgegriffen. Heute zählt es zu den zentralen Stücken dieser Musikrichtung und zum Repertoire zahlreicher Interpreten und Chöre. Zu nennen sind etwa Amy Grant, Johnny Cash, Tennessee Ernie Ford, Al Green, Jim Nabors, Mahalia Jackson, The Golden Circle Choir, The Chuck Wagon Gang, The Stanley Brothers oder The Martins. Bob Dylan spielte das Stück in seinen Konzerten der Jahre 1999 und 2000 mehrfach.